# Arsênio (prefeito augustal)
Arsênio (em latim: Arsenius) foi um oficial bizantino do século V, ativo durante o segundo reinado do imperador Zenão (r. 475–491). Em 487, após o retorno de Cosme de Alexandria para Constantinopla, foi nomeado prefeito augustal do Egito em sucessão de Teodoro. Também foi designado no mesmo ano como duque dos limites do Egito (dux Aegyptiaci limitis). Zenão o escolheu com a intenção de restaurar a unidade religiosa na província, mas ele falhou. Não é sabido por quanto tempo ocupou o ofício ou qual foi seu sucessor. O nome do próximo titular conhecido, cujo mandato também é desconhecido, só foi parcialmente preservado (apenas a terminação -ano). Na sequência, se sabe do mandato de Teodósio.